# Poromitra decipiens
Poromitra decipiens är en fiskart som beskrevs av Kotlyar 2008. Poromitra decipiens ingår i släktet Poromitra och familjen Melamphaidae. Inga underarter finns listade i Catalogue of Life.